# Alvin Ailey American Dance Theater

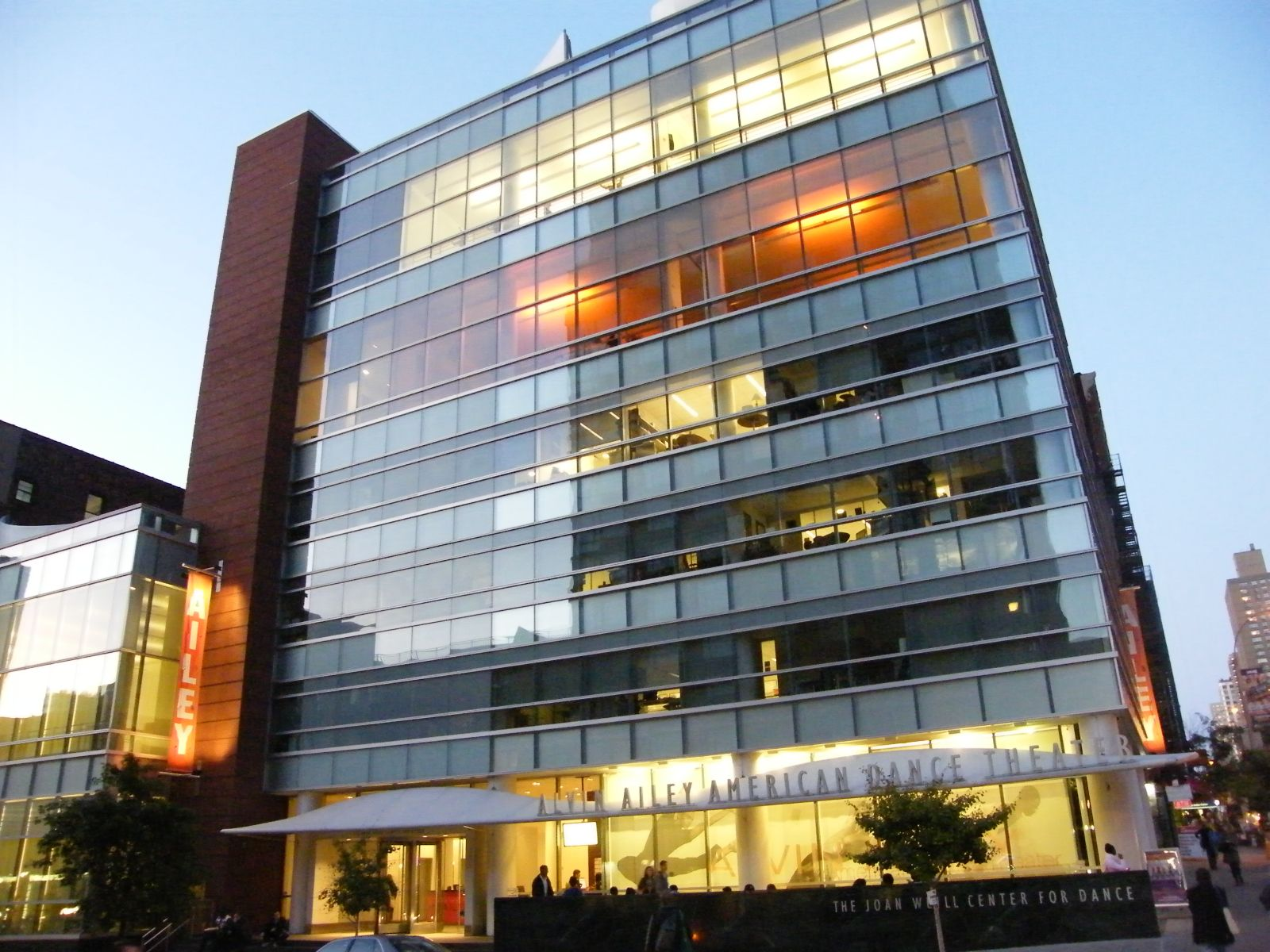
Alvin Ailey American Dance Theater

Das Alvin Ailey American Dance Theater (AAADT) ist eine in New York City beheimatete moderne Tanzkompanie, die vor allem durch ihre Tourneen international bekannt wurde. Sie wurde 1958 von dem Tänzer und Choreografen Alvin Ailey gegründet. Nach dessen Tod im Jahr 1989 übernahmen Judith Jamison und ihr Stellvertreter Masazumi Chaya die künstlerische Leitung, bis zum 1. Juli 2011, als Robert Battle Jamisons Nachfolger wurde. Sie besteht heutzutage aus rund 30 Tänzern.

## Geschichte
Alvin Ailey und eine Gruppe junger, schwarzer Moderntänzer traten im März 1958 zum ersten Mal unter dem Namen Alvin Ailey Dance Theater in der New Yorker „Young Men’s Hebrew Association“ auf. Anschließend begannen sie eine Tournee, die heute als die Eisenbahntournee bekannt ist. 1960 entwickelte Ailey sein wohl berühmtestes Stück Revelations. 1962 wurde die Kompanie als Teil Präsident Kennedys „President's Special International Program for Cultural Presentations“ ausgewählt und bekam eine Welttournee in den Fernen Osten, Südostasien und Australien gesponsert. Judith Jamison wurde 1965 Mitglied der Kompanie.
1969 gründete Ailey eine Schule und gleichzeitig zog die Kompanie in die Brooklyn Academy of Music. 1971 hatte das AAADT schließlich ihren ersten Auftritt im New York City Center. Im folgenden Jahr tratr Masazumi Chaya, der spätere Stellvertreter von Judith Jamison, in die Kompanie ein.
AAADT, das Alvin Ailey Repertory Ensemble (eine Kompanie nur für Tourneen) und die Ailey school zogen 1980 in neue Studios am Broadway. Drei Jahre später feierte die Kompanie ihr 25-jähriges Bestehen.
Am 1. Dezember 1989 starb Ailey und Judith Jamison übernahm die künstlerische Leitung der Kompanie. Damit zog auch die Ailey Organisation erneut um, an die Upper West Side, Manhattan. Von da an gab es auch durch eine Verbindung der Ailey School und des nah gelegenen Fordham College at Lincoln Center (FCLC), Fordham University, den Abschluss als Bachelor of Fine Arts (BFA).
2004 zog die gesamte Ailey Organisation erneut um, in das neugebaute Joan Weill Center for Dance, das heute noch als Heimat dient.
Im Jahr 2010 wurde Robert Battle als designierten Nachfolger von Judith Jamison bekannt gegeben. Er übernahm die künstlerische Leitung zum 1. Juli 2011.

## Aufführungen und Repertoire
Das Alvin Ailey American Dance Theater ist vor geschätzten 21 Millionen Menschen in 71 Ländern auf allen Kontinenten aufgetreten. Mehrmals wurde die Kompanie auch als kultureller Botschafter für Amerika eingesetzt, eine Tradition, die durch Kennedys Tournee begonnen wurde. 2002 wurden sowohl die Kompanie als auch Judith Jamison mit der National Medal of Arts ausgezeichnet.
Alvin Ailey schuf mehr als 79 Tanzaufführungen für seine Kompanie. Dennoch waren die Tänzer nicht nur ein Werkzeug. Das Repertoire der Kompanie besteht heute aus mehr als 200 Werken von 70 weiteren Choreografen, z. B. Ulysses Dove, Karole Armitage, Uri Sands und kürzlich erst Twyla Tharp (deren Werk The Golden Section Teil des Aufführungesrepertoires 2006 war). Einige von Aileys Werken werden regelmäßig aufgeführt, darunter Revelations, Night Creature und Cry.